# Vîdîbor, Cerneahiv
Vîdîbor (în ucraineană Видибор) este localitatea de reședință a comunei Vîdîbor din raionul Cerneahiv, regiunea Jîtomîr, Ucraina.

## Demografie
Componența lingvistică a localității Vîdîbor
     Ucraineană (99,69%)
     Alte limbi (0,31%)
Conform recensământului din 2001, majoritatea populației localității Vîdîbor era vorbitoare de ucraineană (99,69%), existând în minoritate și vorbitori de alte limbi.